# Véhicule de combat improvisé
Ne doit pas être confondu avec Blindage de véhicule improvisé.

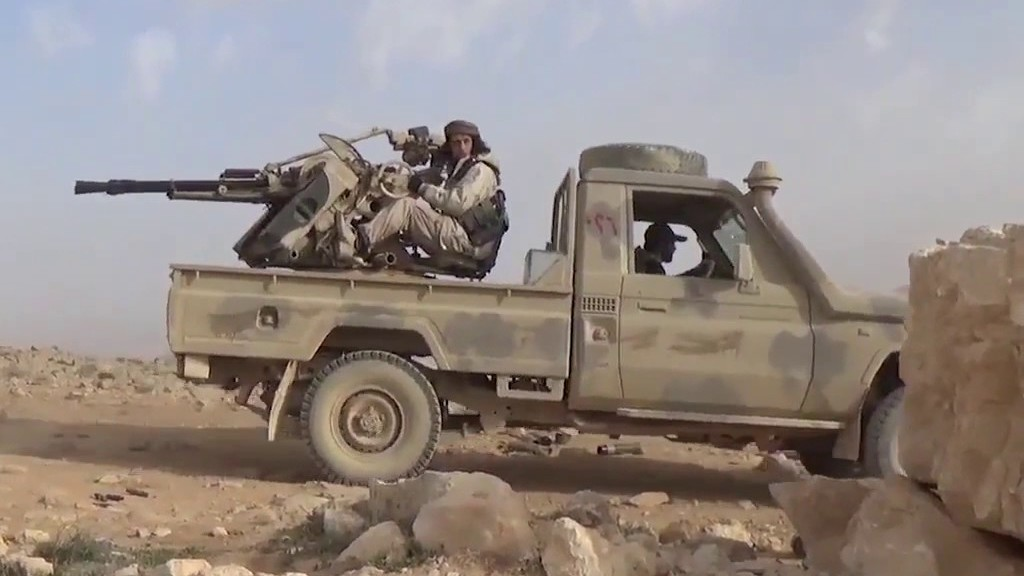
Véhicule de combat improvisé équipé d'un canon anti-aérien ZU-23 utilisé par l'armée syrienne libre lors d'un affrontement avec l'État islamique dans l'est des montagnes d'Al-Qalamoun, au sud de la Syrie, 2017.

Un véhicule de combat improvisé est la version militarisée d'un véhicule civil ou d'un véhicule militaire non-offensif, souvent fabriqué et exploité par des insurgés, terroristes, rebelles, guérilleros, mouvements de résistance, organisations criminelles ou tout autre forme de groupes para-militaires. De telles modifications consistent généralement en la greffe d'un blindage et d'armes sur un véhicule utilitaire ou un pick-up. Ce type de véhicule est à différencier du véhicule blindé improvisé en ce sens que ce dernier n'est pas nécessairement armé.
Plusieurs milices et armées régulières ont utilisé ce procédé depuis l'apparition des automobiles dans le domaine militaire.
L'absence de doctrine en ce qui concerne l'usage de l'automobile à des fins militaires ou même simplement civiles a rapidement mené à pléthore d'improvisations d'automitrailleuses et de véhicules du même genre.
Plus tard, malgré l'avènement de l'industrie de l'armement, plusieurs armées ont continué de recourir à ce type d'engins, souvent face à l'urgence de situations conflictuelles inattendues, ou en raison du développement de tactiques militaires pour lesquelles aucun véhicule militaire disponible n'était approprié.
La fabrication de véhicules de combat improvisés peut aussi refléter un manque de moyens au sein des forces qui les utilisent. Cela se vérifie particulièrement chez les pays en voie de développement, où diverses armées et guérilleros les ont utilisés en lieu et place de véhicules militaires conventionnels, nettement plus onéreux. Ce fut notamment le cas durant la Guerre des Toyota, qui tire son nom de la marque des pick-up transformés à cette occasion.

## Premières occurrences
Un des premiers véhicules de combat improvisés a été construit pour la British Army à Dublin durant l'Insurrection de Pâques en 1916. Il s'agit d'un camion Daimler réquisitionné, appartenant à la brasserie Guinness. Un blindage a été monté sur le camion, fabriqué à partir de boîtes à fumée provenant de plusieurs locomotives à vapeur. Des fentes étaient percées sur l'ensemble de la citerne afin de laisser les fusiliers tirer au travers, à la manière de meurtrières. De fausses fentes étaient peintes en trompe-l'oeil de manière à leurrer les snipers.
La construction s'acheva en moins d'une journée, les pièces de locomotive ainsi que la citerne furent retournées à leurs propriétaire après l'insurrection.

## Seconde Guerre mondiale

### Jeeps des SAS

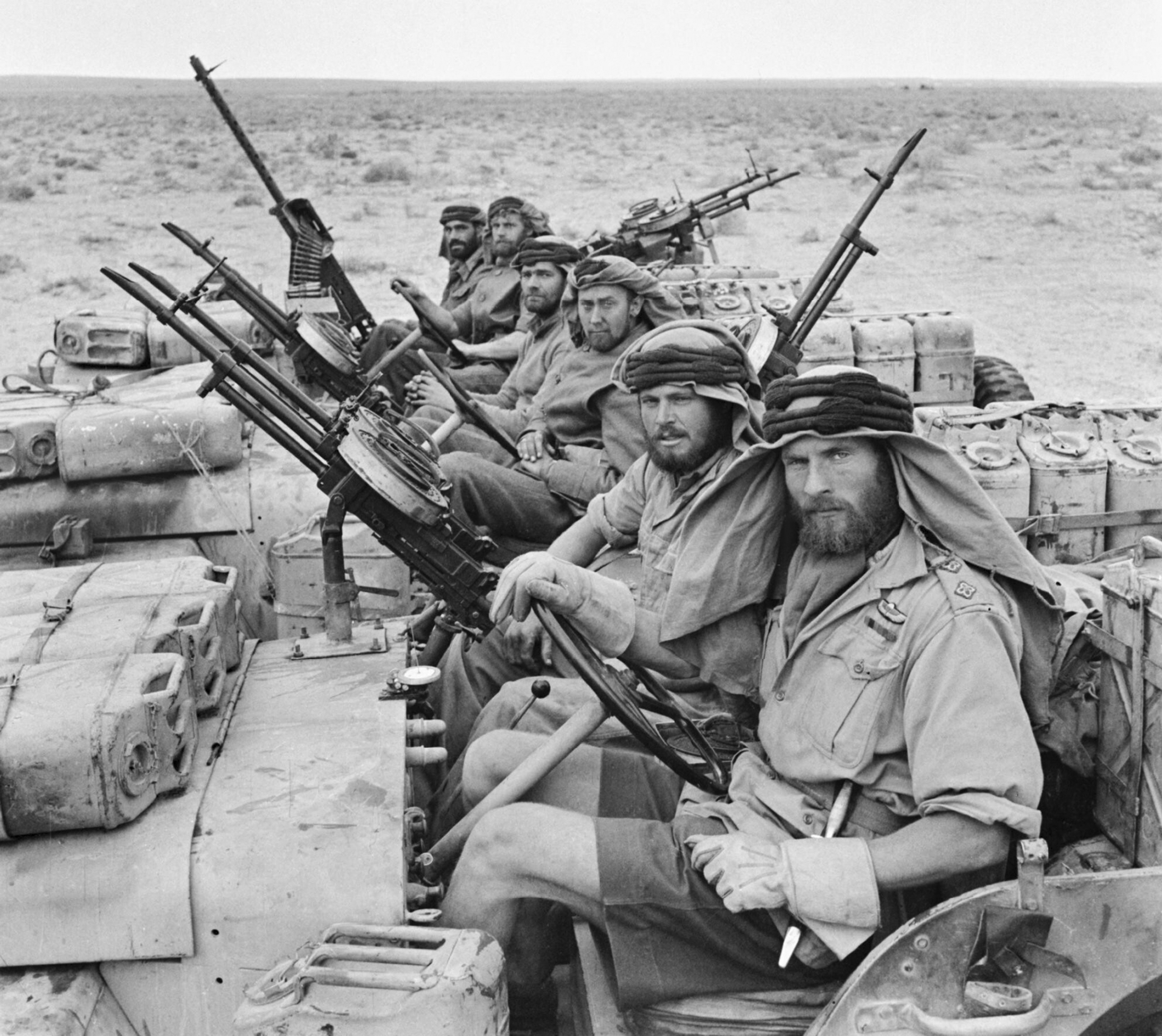
Détachement SAS dans leur jeeps armées.

Créé durant la campagne d'Afrique du Nord, le SAS est spécialisé dans les attaques commandos, particulièrement contre les bases aériennes de l'Axe. Puisqu'aucun véhicule disponible n'était approprié à ce type de mission, le SAS a dû en créer un. La Jeep Willys MB exportée par les États-Unis devint son arme de marque. Le pare-brise et le pare-chocs étaient parfois retirés afin de rendre la jeep plus légère. Souvent, la calandre était démontée, ce qui permettait une meilleure ventilation du moteur en climat aride. Un large éventail d'armes pouvait être intégré, comme par exemple la mitrailleuse Browning M2 ou la Vickers K (en).
Les jeeps des SAS furent utilisées durant toute la campagne d'Afrique du Nord et, plus tard en Europe, où elles servirent au cours de missions de sabotage derrière les lignes ennemies.

### Utilisation par la Home Guard britannique
La Home Guard, une milice para-militaire de la British Army en tant que défense contre l'invasion, était souvent mal équipée durant sa période s'activité, puisque les équipements conventionnels étaient réservés en priorité à l'armée régulière. La Home Guard était régulièrement équipée d'armes obsolètes ou même d'armes et véhicules de fortunes, à l'efficacité limitée. Parmi les véhicules de combat improvisés développés de la Home Guard figurent l'Armadillon, le Bison, l'OXA, et le Standard Beaverette.

### Lestracteurs de combatsoviétiques
Basé sur un tracteur agricole STZ-5 un véhicule de combat improvisé était manufacturé à Odessa au cours des premiers années de la Seconde Guerre Mondiale. Le char NI est une abréviation de Na Ispug (russe : На Испуг), qui signifie littéralement « pour la peur ». Il a aussi été appelé « char d'Odessa » et « char de la peur ».

### L'automitrailleuse Kubuś
Une automitrailleuse artisanale fabriquée sur un châssis d'un camion Chevrolet a vu le jour en 1944 dans un garage de Varsovie au profit du mouvement de résistance polonaise Armia Krajowa.

## Époque contemporaine

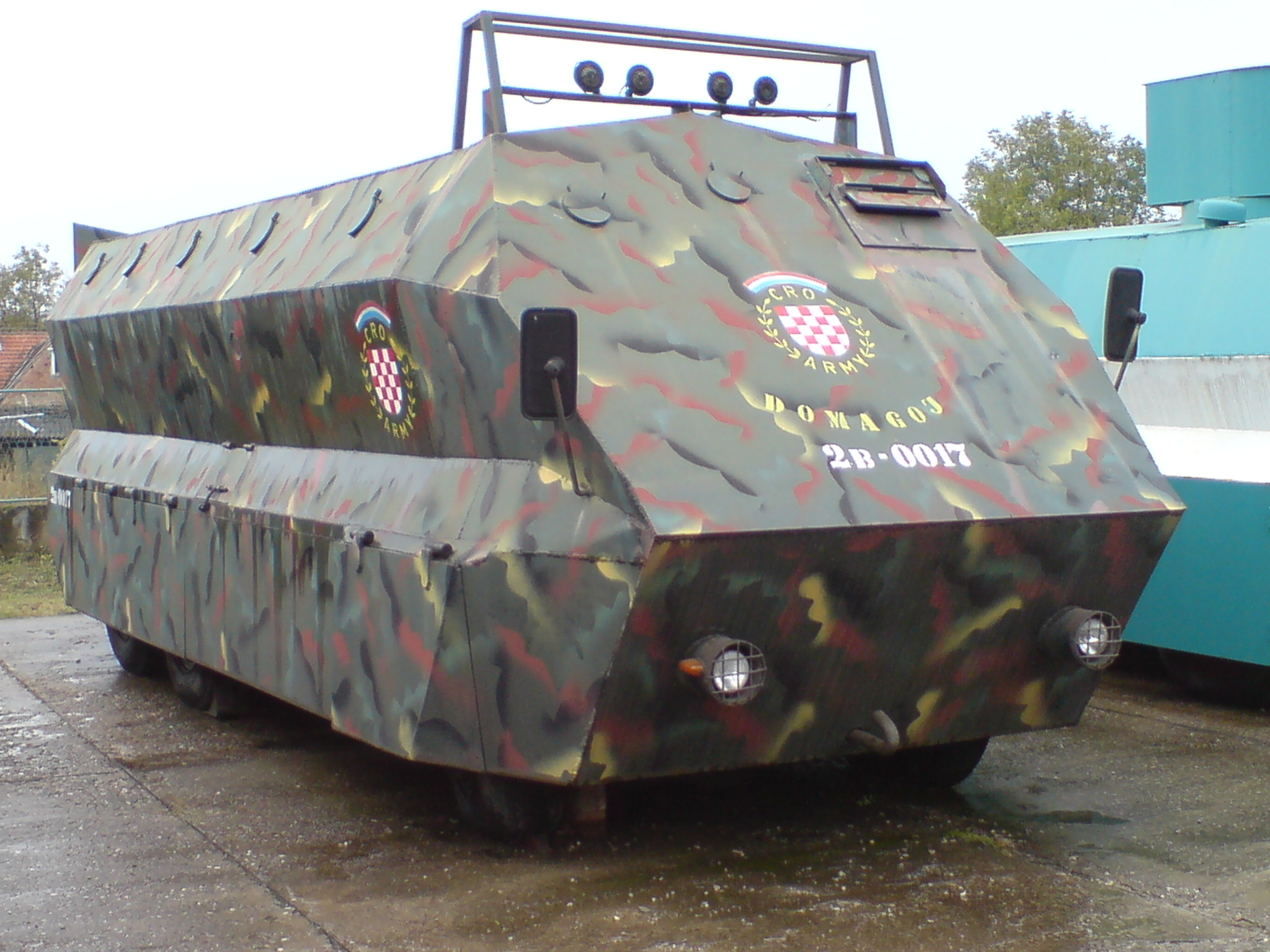
Un véhicule de combat d'infanterie improvisé croate pendant la Guerre de Croatie, 1991–1995.

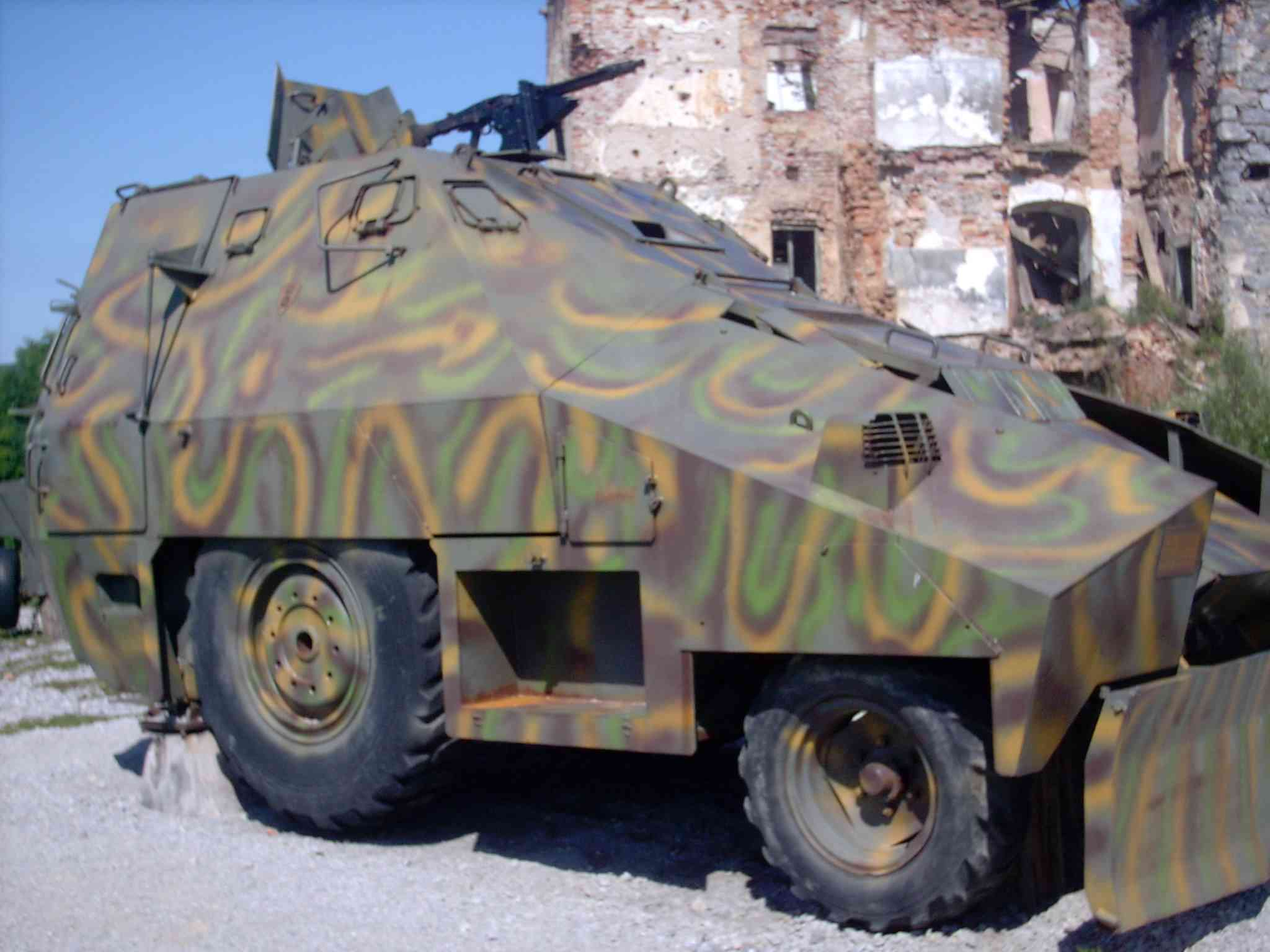
Un tracteur blindé durant la Guerre de Croatie équipé d'une MG-42.

### Lestechnicals
Typiquement conçu à partir d'un véhicule civil ou d'un véhicule militaire non-offensif, il s'agit généralement d'un pickup ou d'un 4x4 sur lequel est monté un canon sans recul, une mitrailleuse, un canon anti-aérien, ou tout autre dispositif offensif de taille modeste.
Le terme technical utilisé pour décrire un tel type de véhicule semble être originaire de Somalie. On pense que son nom vient de la Croix Rouge qui était forcée de louer les services de milices locales pour se prémunir d'attaques ou de braquages. L'argent utilisé pour la protection du personnel était qualifié de dépenses techniques. Ils sont également connus sous le nom de battlewagons et gunwagons.
Parmi les armées irrégulières, les technicals participent au charisme et au respect imposé par les seigneurs de guerre. Selon un article, « Le technical est le symbole de puissance le plus significatif dans le sud de la Somalie. Il s'agit d'une petite camionnette avec de grosses mitrailleuses montées sur trépied à l'arrière. La puissance d'un seigneur de guerre est mesurée au nombre de technicals qu'il possède ».

### Camions armés
Il s'agit d'un véhicule de combat improvisé utilisé par les sections d'une armée régulière ou des autres forces armées d'un gouvernement officiel, basé sur un camion conventionnel habilité à transporter un grand nombre d'armes. Capables de médiocres performances tout-terrain, ils sont principalement utilisés par les armées afin d'escorter des convois militaires dans des régions sujettes aux embuscades tendus par des rebelles.

### Narco tanks
Des véhicules blindés improvisés peuvent être utilisés par les cartels mexicains (notamment Los Zetas) dans le but de transporter différentes marchandises de contrebande en toute sécurité.
De multiples exemples de véhicules de combat improvisés ont été créés par de diverses factions durant les guerres civiles syrienne et irakienne.
L'armement et le blindage aussi bien que le châssis varient en fonction des exemples. Ils sont utilisés comme véhicules piégés, automitrailleuses, véhicules blindés improvisés et véhicule blindé de transport de troupes.

### Chars tortue
La caractéristique principale de cet engin est qu'il est recouvert d'un grand blindage externe, qui ressemble à une tortue, destiné à le protéger contre les attaques de drones suicides. Il est utilisé par les russes dans le cadre de l'invasion de l'Ukraine.

## Réferences
1. ↑  « Wayback Machine », sur web.archive.org, 9 mars 2021 (consulté le 9 mai 2022).
2. ↑  « United States PSYOP in Somalia », sur www.psywarrior.com (consulté le 9 mai 2022).
3. ↑  (uk) « Феномен "Залізного капуту" чи брак протитанкової оборони: як ворожий танк-сарай їздить Красногорівкою (відео) | Le phénomène du « Iron Kaput » ou l’absence de défense antichar comment un hangar à chars ennemi se déplace autour de Krasnohorivka (vidéo) | Defense Express », sur defence-ua.com (consulté le 5 août 2024).